# 蓟辽总督
薊遼總督，全稱總督薊遼保定等處軍務，兼理糧餉。節制順天、保定、遼東三撫，薊州、昌平、遼東、保定四鎮。

## 設置沿革
- 明朝初期，薊遼一帶間遣重臣巡視，或稱提督。
- 嘉靖二十九年，因虜患置總督薊州、保定、遼東軍務，鎮巡以下，悉聽節制[1]。
- 嘉靖三十三年，移總督駐密雲，巡撫駐薊州，防秋之日改駐昌平，而總督遂定設不革。
- 萬曆九年，加兼巡撫順天等府地方[2]。
- 萬曆十一年，除兼巡撫順天等府地方[3]。
- 崇禎十一年，保定總督從中析出，其獨立總督保定、山東、天津、登萊四巡撫之地[4]。

## 管理範圍
- 整飭薊州等處邊備兼巡撫順天等府地方
  - 薊州兵備道
  - 昌平兵備道
  - 永平兵備道
  - 密雲兵備道
  - 霸州兵備道
- 巡撫保定等府兼提督紫荊等關監管河道
  - 天津兵備道
  - 紫荊兵備道
  - 井陘兵備道
  - 大名兵備道
- 巡撫遼東地方兼贊理軍務
  - 寧前兵備道
  - 開原兵備道
  - 苑馬寺卿兼金復海蓋兵備道
  - 分巡遼海東寧道
  - 分守遼海東寧道

## 歷任總督
| 序次                   | 姓名   | 籍贯           | 任职时间                              | 卸职时间                              | 卸職原因/备注                            |
| 提督薊州軍務           |        |                |                                       |                                       |                                          |
| 1                      | 孫襘   | 南直隸合肥     | 嘉靖二十九年九月乙未 1550年10月14日   | 嘉靖二十九年十一月戊戌 1550年12月16日 |                                          |
| 2                      | 何棟   | 陝西長安       | 嘉靖二十九年十一月戊戌 1550年12月16日 | 嘉靖二十九年十二月甲子 1551年1月11日  |                                          |
| 總督薊遼保定等處軍務   |        |                |                                       |                                       |                                          |
| 1                      | 何棟   | 陝西長安       | 嘉靖二十九年十二月甲子 1551年1月11日  | 嘉靖三十二年十二月丙戌 1554年1月17日  | 罷                                       |
| 2                      | 楊博   | 山西蒲州       | 嘉靖三十二年十二月庚寅 1554年1月21日  | 嘉靖三十四年三月丙申 1555年3月23日    | 遷兵部尚書                               |
| 3                      | 王忬   | 江蘇太倉       | 嘉靖三十四年三月己亥 1555年3月26日    | 嘉靖三十八年五月辛巳 1559年6月15日    | 逮                                       |
| 4                      | 楊博   | 山西蒲州       | 嘉靖三十八年五月辛巳 1559年6月15日    | 嘉靖三十八年十月乙丑 1559年11月26日   | 回部                                     |
| 5                      | 許論   | 河南靈寶       | 嘉靖三十八年十月乙丑 1559年11月26日   | 嘉靖四十年六月甲申 1561年8月6日       | 劾免                                     |
| 6                      | 楊選   | 山東章丘       | 嘉靖四十年六月丁亥 1561年8月9日       | 嘉靖四十二年十月癸酉 1563年11月13日   | 因給事中李瑜劾其失守信地，被逮           |
| 7                      | 劉燾   |                | 嘉靖四十二年十月乙亥 1563年11月15日   | 隆慶元年十月乙未 1567年11月14日       | 因給事中陳瓚彈劾其報功不實，被令回籍聽勘 |
| 8                      | 曹邦輔 | 山東定陶       | 隆慶元年十月己亥 1567年11月18日       | 隆慶二年 1568年                       |                                          |
| 9                      | 譚綸   | 江西宜黃       | 隆慶二年三月丙寅 1568年4月13日        | 隆慶四年十月甲辰 1570年11月7日        | 改協理戎政                               |
| 10                     | 劉應節 | 山東濰縣       | 隆慶四年十月丁未 1570年11月10日       | 萬曆二年七月庚寅 1574年8月4日         | 改南京工部尚書                           |
| 11                     | 楊兆   | 陝西膚施       | 萬曆二年七月癸巳 1574年8月7日         | 萬曆五年十二月庚子 1578年1月25日      | 轉南京兵部尚書                           |
| 12                     | 梁夢龍 | 北直隸真定     | 萬曆五年十二月癸卯 1578年1月28日      | 萬曆九年四月丁未 1581年5月16日        | 回任兵部尚書                             |
| 13                     | 吳兌   | 浙江山陰       | 萬曆九年四月辛亥 1581年5月20日        | 萬曆十年十一月乙卯 1582年11月25日     | 回任兵部尚書                             |
| 14                     | 周詠   | 河南延津       | 萬曆十年十一月己未 1582年11月29日     | 萬曆十一年九月丁丑 1583年             | 黜為民                                   |
| 15                     | 張佳胤 | 四川銅梁       | 萬曆十一年九月己亥 1583年11月4日      | 萬曆十三年閏九月乙卯 1585年11月9日    | 回部                                     |
| 16                     | 王一鶚 | 北直隸曲周     | 萬曆十三年閏九月戊午 1585年11月12日   | 萬曆十五年三月庚申 1587年5月8日       | 任兵部尚書                               |
| 17                     | 張國彥 | 北直隸邯鄲     | 萬曆十五年四月甲子 1587年5月12日      | 萬曆十八年八月庚辰 1590年9月9日       | 改協理戎政                               |
| 18                     | 蹇達   | 四川重慶衛     | 萬曆十八年八月庚辰 1590年9月9日       | 萬曆二十年四月甲午 1592年5月15日      | 改協理戎政                               |
| 19                     | 顧養謙 | 南直隸通州     | 萬曆二十年四月丁酉 1592年5月18日      |                                       | 未任                                     |
| 20                     | 郝杰   | 山西蔚州       | 萬曆二十年七月癸亥 1592年8月12日      | 萬曆二十一年 1593年                   | 改協理戎政                               |
| 21                     | 顧養謙 | 南直隸通州     | 萬曆二十一年正月丁丑 1593年2月8日     | 萬曆二十二年七月己卯 1594年8月18日    | 回部                                     |
| 22                     | 孫鑛   | 浙江余姚       | 萬曆二十二年七月己卯 1594年8月18日    | 萬曆二十五年三月己酉 1597年5月4日     | 革                                       |
| 23                     | 邢玠   | 山東益都       | 萬曆二十五年三月己未 1597年5月14日    | 萬曆二十九年二月壬申 1601年3月7日     | 改南京兵部尚書                           |
| 24                     | 萬世德 | 山西偏頭千戶所 | 萬曆二十九年五月丁巳 1601年6月20日    | 萬曆三十年九月乙亥 1602年10月31日     | 去世                                     |
| 25                     | 蹇達   | 四川重慶衛     | 萬曆三十年九月甲申 1602年11月9日      | 萬曆三十六年七月丙戌 1608年8月11日    | 去世                                     |
| 26                     | 王象   | 山東新城       | 萬曆三十六年九月乙未 1609年10月14日   | 萬曆四十年正月戊午 1612年2月24日      | 以兵部尚書回部管事                       |
| 27                     | 薛三才 | 浙江定海       | 萬曆四十年九月己未 1612年9月28日      | 萬曆四十五年 1617年                   |                                          |
| 28                     | 汪可受 | 湖廣黃梅       | 萬曆四十五年三月乙酉 1617年4月25日    | 萬曆四十七年九月己丑 1619年10月16日   | 回籍                                     |
| 29                     | 文球   | 河南固始       | 萬曆四十七年九月己丑 1619年10月16日   | 天啟元年六月丙子 1621年7月24日        | 致仕                                     |
| 30                     | 王象乾 | 山西新城       | 天啟元年二月癸酉 1621年3月23日        | 天啟四年三月丁巳 1624年4月20日        |                                          |
| 31                     | 吳用先 | 南直隸桐城     | 天啟四年三月己卯 1624年5月12日        | 天啟五年三月戊戌 1625年               | 令閑住                                   |
| 32                     | 王之臣 | 陝西潼關衛     | 天啟五年四月癸巳 1625年5月21日        | 天啟六年三月甲子 1626年4月17日        | 改經略遼東                               |
| 33                     | 閻鳴泰 | 直隸保定中衛   | 天啟六年三月甲子 1626年4月17日        | 天啟七年八月乙未 1627年9月10日        | 改協理戎政                               |
| 34                     | 劉詔   | 河南杞縣       | 天啟七年八月己亥 1627年9月14日        | 天啟七年十一月丙子 1627年12月20日     | 回籍                                     |
| 35                     | 張鳳翼 | 山西代州       | 天啟七年十一月己丑 1628年1月2日       | 崇禎元年三月 1628年                   | 回籍                                     |
| 36                     | 喻安性 | 浙江嵊縣       | 崇禎元年四月癸巳 1628年5月5日         | 崇禎二年 1629年                       | 解職                                     |
| 37                     | 劉策   |                | 崇禎二年五月 1629年                   | 崇禎二年 1629年                       | 因清兵入大安口，不能禦，罷，次年正月棄市 |
| 38                     | 梁廷棟 | 河南鄢陵       | 崇禎二年十二月辛亥 1630年1月13日      | 崇禎三年正月 1630年                   | 任兵部尚書                               |
| 39                     | 張鳳翼 | 南直隸長洲     | 崇禎三年正月癸卯 1630年3月6日         | 崇禎三年 1630年                       |                                          |
| 40                     | 曹文衡 | 河南唐縣       | 崇禎三年 1630年                       | 崇禎五年九月戊申 1632年               | 罷                                       |
| 41                     | 傅宗龍 | 雲南昆明       | 崇禎五年九月丙辰 1632年11月3日        | 崇禎七年十一月壬申 1635年1月8日       | 削籍                                     |
| 42                     | 丁魁楚 | 河南永城       | 崇禎七年十二月丙戌 1635年1月22日      | 崇禎九年十月辛卯 1636年11月17日       | 下刑部                                   |
| 43                     | 張福臻 | 山東高密       | 崇禎九年九月己巳 1636年10月26日       | 崇禎十年 1637年                       |                                          |
| 44                     | 吳阿衡 | 河南裕州       | 崇禎十年五月己丑 1637年7月13日        | 崇禎十一年九月庚辰 1638年10月27日     | 戰死                                     |
| 總督薊遼軍務           |        |                |                                       |                                       |                                          |
| 1                      | 洪承疇 | 福建南安       | 崇禎十一年十二月丁丑 1639年           | 崇禎十四年九月甲申 1641年10月15日     | 被困松山                                 |
| 2                      | 楊繩武 | 雲南彌勒       | 崇禎十四年九月甲申 1641年10月15日     | 崇禎十四年十二月癸亥 1642年1月22日    | 出關救松山                               |
| 3                      | 范志完 | 河南虞城       | 崇禎十四年十二月癸亥 1642年1月22日    | 崇禎十五年二月丁未 1642年3月7日       | 薊遼分兩督                               |
| 總督關、薊、通、津軍務 |        |                |                                       |                                       |                                          |
| 1                      | 張福臻 | 山東高密       | 崇禎十五年二月丁未 1642年3月7日       |                                       | 未任                                     |
| 2                      | 張鏡心 | 北直隸磁州     | 崇禎十五年三月壬辰 1642年4月21日      | 崇禎十五年三月丙申 1642年4月25日      |                                          |
| 3                      | 張福臻 | 山東高密       | 崇禎十五年三月丙申 1642年4月25日      | 崇禎十五年六月 1642年                 |                                          |
| 4                      | 趙光抃 | 江西德化       | 崇禎十五年十一月丙子 1642年12月1日    | 崇禎十六年五月壬子 1643年7月5日       | 奪職遣戍                                 |
| 總督遼東、寧、錦軍務   |        |                |                                       |                                       |                                          |
| 1                      | 范志完 | 河南虞城       | 崇禎十五年二月丁未 1642年3月7日       | 崇禎十六年五月癸巳 1643年6月16日      | 革職聽議                                 |
| 總督薊遼保定軍務       |        |                |                                       |                                       |                                          |
| 45                     | 王永吉 | 南直隸高郵     | 崇禎十六年五月壬子 1643年7月5日       | 崇禎十七年 1644年                     |                                          |

### 引用
1. ↑  《明史》（卷73）：“總督薊遼、保定等處軍務兼理糧餉一員。嘉靖二十九年置。先是，薊、遼有警，間遣重臣巡視，或稱提督。至是以邊患益甚，始置總督，開府密雲，轄順天、保定、遼東三巡撫，兼理糧餉。”
2. ↑  《明史》（卷73）：“萬曆九年加兼巡撫順天等處。”
3. ↑  《明史》（卷73）：“十一年復舊。天啟元年，置遼東經略。經略之名，起于萬曆二十年宋應昌暨後楊鎬。至天啟元年，又以內閣孫承宗督師經略山海關，稱樞輔。崇禎四年併入總督。”
4. ↑  清·张廷玉等，《明史》（卷73）：“十一年又增設總督于保定。”